# Бой при Жизоре
Бой при Жизоре (фр. Bataille de Courcelle-lès-Gisors) — один из боёв между войсками французского короля Филиппа II и рыцарями английского короля Ричарда Львиное Сердце, произошедший 28 сентября 1198 года в Пикардии возле Жизора.

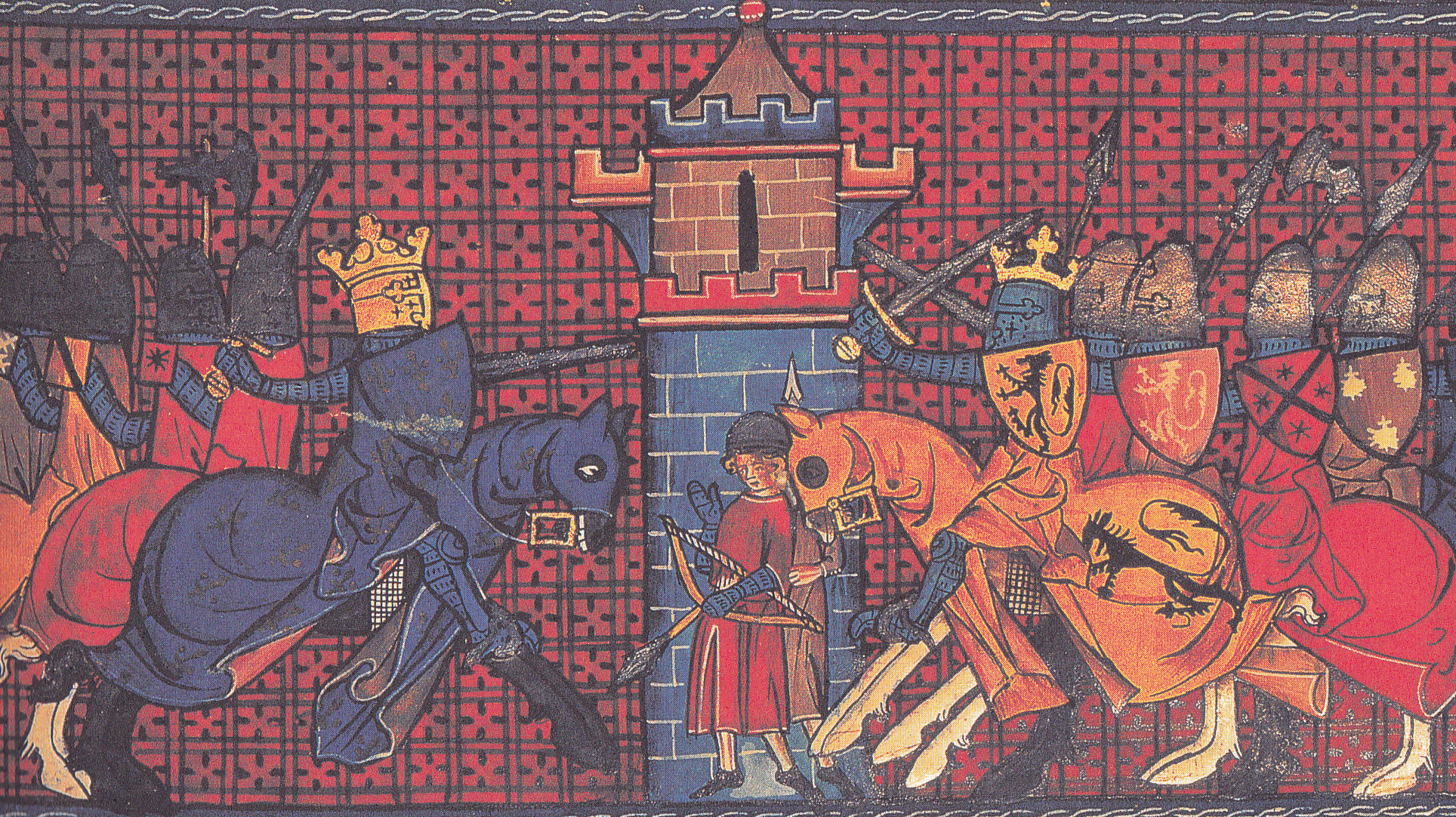
Бой при Жизоре. Филипп II Август (слева) против Ричарда Львиное Сердце (справа)

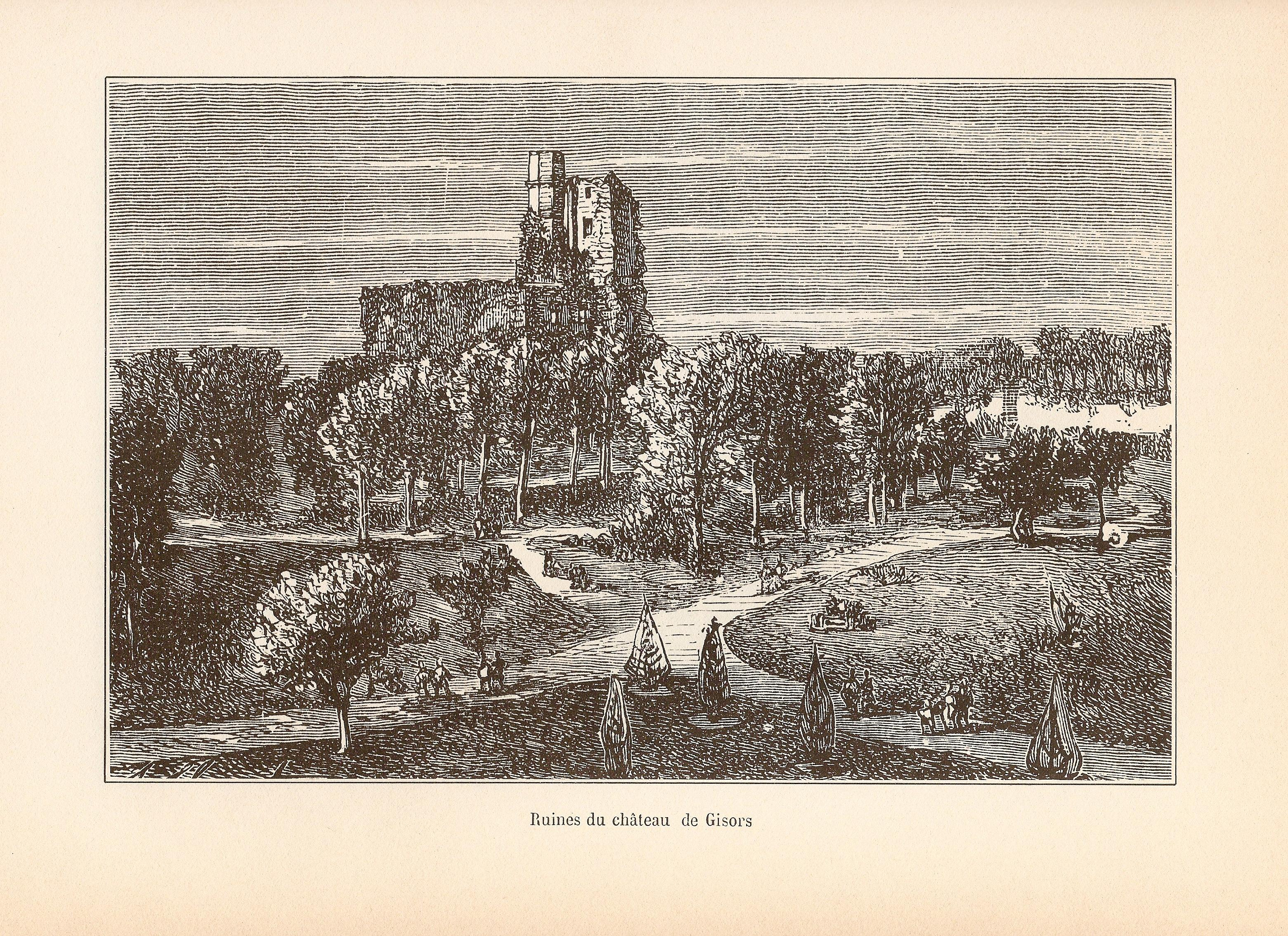
Руины Жизорского замка в конце 19 века

В 1191 году король Франции Филипп II начал борьбу против династии Плантагенетов, власть которой распространялась на половину французской территории. Воспользовавшись захватом в плен короля Англии Ричарда Львиное Сердце императором Генрихом VI, Филипп захватил множество замков и аннексировал территории Ричарда, в том числе замок Жизор (1193). Вернувшись из плена в 1194 году, Ричард повёл успешную борьбу с Филиппом.
Узнав о взятии англичанами замков Курсель и Бурри, Филипп решил атаковать противника в Вексене. Войско Ричарда, ожидая наступающих французов, заняло позиции на равнине между Курселем и Жизором.
28 сентября 1198 года произошёл бой 300 французских против 200 английских рыцарей. Несмотря на численное превосходство французов, англичанам в конце концов удалось разгромить противника. Ричард в одиночку ударами копья сбросил нескольких рыцарей Филиппа с седла. Сам французский король во главе остатков армии бежал с поля боя в Жизор. Во время переправы через речку Эпт деревянный мост рухнул под тяжестью рыцарей, и Филипп чудом не утонул. Французский король потерял в бою треть своих рыцарей, большинство из которых попало в плен к англичанам. Тем не менее, неприступная крепость Жизор осталась в руках французов.
После поражения Филипп решил изменить свою политику по отношению к Ричарду. По мирному договору, заключенному при посредничестве архиепископа Кенерберийского, Филипп должен был признать территориальные приобретения Ричарда, оставив за собой только Жизор. Вскоре после смерти Ричарда Филипп вернулся к враждебной политике против Плантагенетов.